# Christophe Báthory
Christophe Báthory de Somlyó (en hongrois : somlyói Báthory Kristóf), né en 1530 à Szilágysomlyó et mort le 27 mai 1581 à Gyulafehérvár, fut un noble hongrois, voïvode de Transylvanie de 1576 à 1581.

## Biographie
Fils aîné d'Étienne Báthory (1477-1534), voïvode de Transylvanie de 1530 à sa mort et de Catherine Telegdi, il naît en 1530 à Szilágysomlyó, dans le comitat de Szilágy. 
Il remplace en 1576 son frère cadet Étienne comme voïvode de Transylvanie, lorsque ce dernier est élu roi de Pologne. Il s'allie avec les Ottomans et gouverne jusqu'à sa mort, le 27 mai 1581, à Gyulafehérvár.
De son mariage avec Élisabeth Bocskai, il a deux enfants :
- Sigismond Ier Báthory, voïvode puis prince de Transylvanie.
- Griseldis Báthory (en), épouse de Jan Zamoyski, chancelier de Pologne.

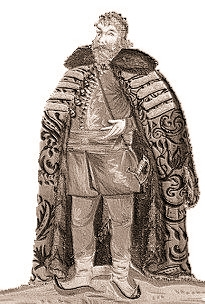
Christophe Báthory